# Maria Laura Baccarini
Pour les articles homonymes, voir Baccarini.
Maria Laura Baccarini, née le 24 mai 1966 à Rome dans la région du Latium, est une actrice, danseuse et chanteuse italienne.

## Albums
- 2010 : All Around[1]
- 2011 : Furrow[2]
- 2015 : Gaber, io e le cose[3]